# Casilda Rodrigáñez
Casilda Rodrigáñez Bustos (Madrid, 1945) es una escritora española. Es autora de varios ensayos sobre el parto y la maternidad, y junto a Ana Cachafeiro, fundadoras de la Asociación antipatriarcal.

## Biografía
Cursó estudios primarios y secundarios en el colegio de las madres Irlandesas de Madrid.  De 1964 a 1967 cursó tres años de Ciencias Biológicas en la Universidad Complutense de Madrid, participando en los movimientos antifranquistas y sindicales de aquellos tiempos.
Con apenas 20 años de edad, Casilda participó en el frustrado homenaje en Baeza a Antonio Machado en 1965. La actitud de la guardia civil en aquella triste efeméride la llevaría a agudizar sus postura en el activismo político entrando a formar parte de la FUDE. Fue delegada sindical durante el curso 1966-1967 (3º de Biológicas) por el nuevo sindicato que iba a sustituir al sindicato vertical, las Asociaciones Profesionales de Estudiantes (APE).
En su memoria personal, Rodrigáñez Bustos, escribe que "una vez en la APE, se propuso un referéndum para transformarse en el Sindicato Democrático de Estudiantes de Madrid, el SDEUM. Referéndum que se realizó ilegalmente y que fue aprobado por abrumadora mayoría". También fue delegada de la Cámara de Facultad para las Actividades Culturales de las cinco facultades de Ciencias, desde la que organizaron un homenaje a Miguel Hernández, con participación de escritores, intelectuales, actores, y que terminó precipitadamente con la irrupción en la facultad donde se celebraba de las fuerzas de la policía (o del orden público, conocidas como los 'grises'). En sus memorias, Casilda menciona como recuerdo de aquel acto un libro dedicado de Maurici Serrahima, presente en él. La actitud gubernamental de ese periodo de la Dictadura, impidiendo ciclos de conferencias, exposiciones y cualquier tipo de reunión, contó con el apoyo del Decanato de Ciencias que ordenó tapiar el local de la delegación de representantes sindicales, donde había expuesta una colección de reproducciones de grabados de Goya y un puesto de venta de libros, entre otras cosas.
Informa la propia Casilda que, en 1968, la FUDE de Ciencias fue absorbida por el grupo "Unidad", rama escindida del PSUC, que tras un congreso se constituyó en partido político y pasó a llamarse PCE (i). En septiembre de 1968 y después de que la policía había ido a su casa a detenerla en tres ocasiones, Rodrigáñez Bustos abandonó Madrid y el entorno universitario para integrarse en Tarrasa (Barcelona) en una fábrica textil. En febrero de 1969 abandonó el PCE (i), debido los derroteros militaristas que estaba emprendiendo. Ese año, en mayo, es secuestrado su compañero y cabecilla de la escisión que produce, según el relato de Casilda "el apresamiento de 14 personas, casi todas del lado de los escindidos (algunos tardarían 8 años en salir de la cárcel). Durante la detención todos fueron torturados menos otra mujer y yo". Dado su precario estado de salud fue liberada a los tres meses y medio, en estado de 'prisión atenuada' y continuando pendiente de un Consejo de Guerra por lo militar. La 'prisión atenuada' implicaba vivir en el domicilio familiar y tener que ir todos los días al juzgado militar a firmar. Casilda y su compañero escaparon de la vigilancia policial y tras permanecer un año en la clandestinidad, pasaron a través del Pirineo a Francia en 1970, solicitando asilo político y formando junto con otros escindidos el PCE internacionalista. 

## Regreso
En 1972 se realizó el juicio pendiente de los detenidos en 1969 por "asociación ilícita y propaganda ilegal"[cita requerida]. Casilda, exiliada, fue juzgada 'en rebeldía' y condenada a 4 años de prisión. El 5 de enero de 1976 regresó a España, acogiéndose a la primera amnistía. Pero tras 18 años viviendo y trabajando en España, en febrero de 1994, solicitó por un motivo laboral un certificado de antecedentes penales, y del ordenador del ministerio de Justicia salió el impreso que certificaba que estaba juzgada «in absentia» por delitos contra la seguridad del Estado y del Ejército.

## Obras
- La represión del deseo materno y la génesis del estado de sumisión inconsciente. Madre Tierra (1996) y Ed. Crimentales (2008). ISBN 978-84-935141-5-0
- «La sexualidad de la mujer». En Ekintza Zuzena, núm. 25,  1999. Con Ana Cachafeiro.
- El asalto al Hades. La rebelión de Edipo, 1ª parte. Traficantes de sueños. Ed. La Llevir-Virus, 2007. ISBN 978-84-96044-84-5
- Pariremos con placer. Ed. Cauac-Crimentales, 2009; ISBN 978-84-940264-1-6 Ed. Cable a Tierra, 2015. ISBN 978-956-9727-04-7
- La sexualidad y el fundamento de la dominación. La rebelión de Edipo, 2ª parte. 2007.